# Françoise d’Aubigné, marquise de Maintenon

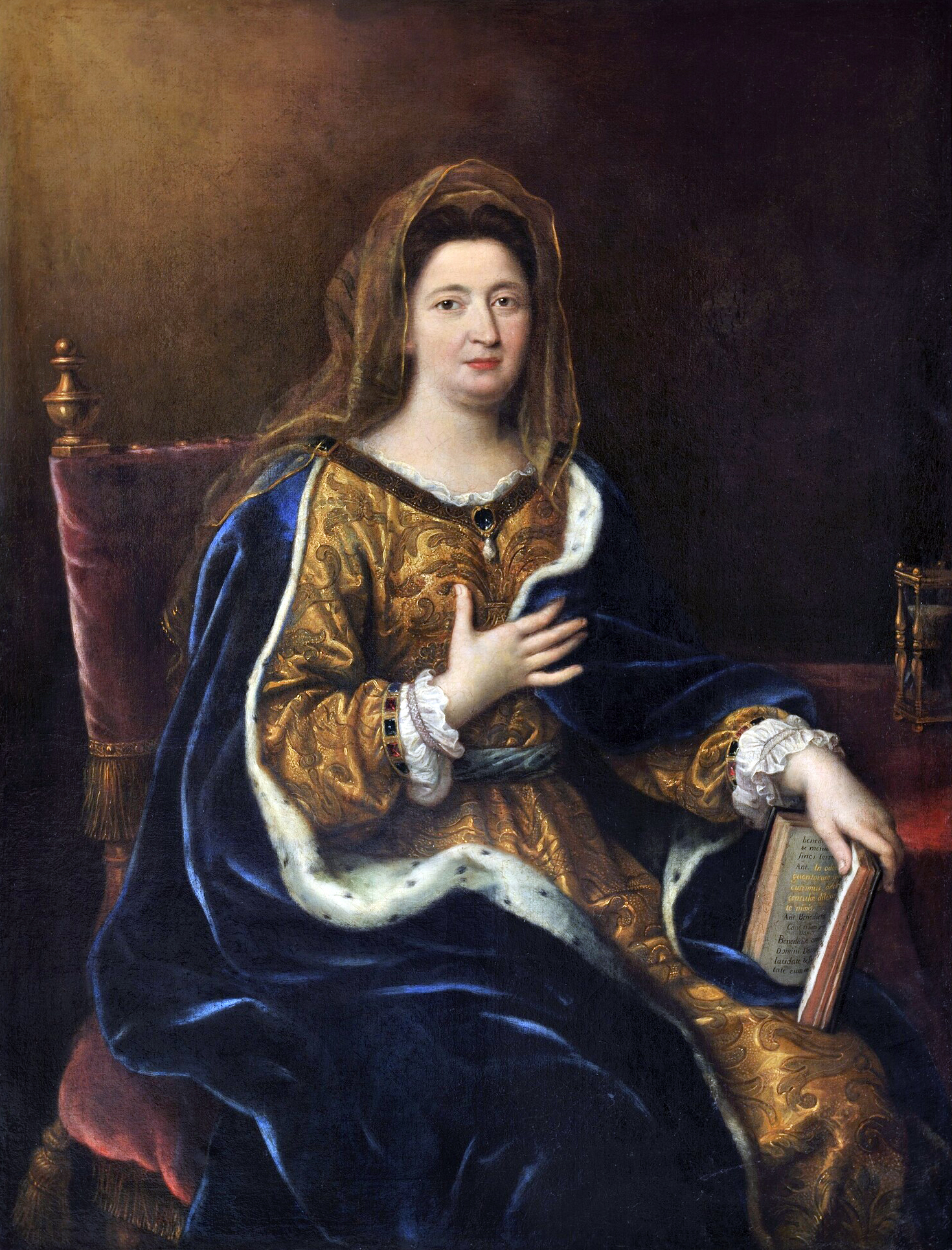
Françoise d’Aubigné, Marquise de Maintenon als Heilige Franziska (1694). Gemälde von Pierre Mignard. Sie trägt, wie die Mitglieder des Hauses Bourbon, einen hermelingefütterten blauen Mantel, allerdings ohne die üblichen Bourbonenlilien.
Françoise d’Aubigné Unterschrift:

Françoise d’Aubigné, verheiratete Madame Scarron, ab 1688 Marquise de Maintenon, genannt Madame de Maintenon (* 27. November 1635 in Niort; † 15. April 1719 in Saint-Cyr-l’École), gilt als letzte Mätresse Ludwigs XIV. von Frankreich, und war, wohl ab 1683 oder 1684, in einer stets geheimgehaltenen morganatischen Ehe seine zweite Gemahlin.

## Leben

### Kindheit und Jugend
Françoise d’Aubigné kam im Gefängnis von Niort als Tochter des dort inhaftierten Hugenotten Constant d’Aubigné (1585–1647) und der Jeanne de Cardilhac zur Welt. Ihre Mutter war katholisch und stammte aus einer angesehenen Familie; Constant d’Aubigné galt als Abenteurer, Spieler und Trinker, er war ein Sohn des hugenottischen Heerführers und bekannten Autors Théodore Agrippa d’Aubigné.

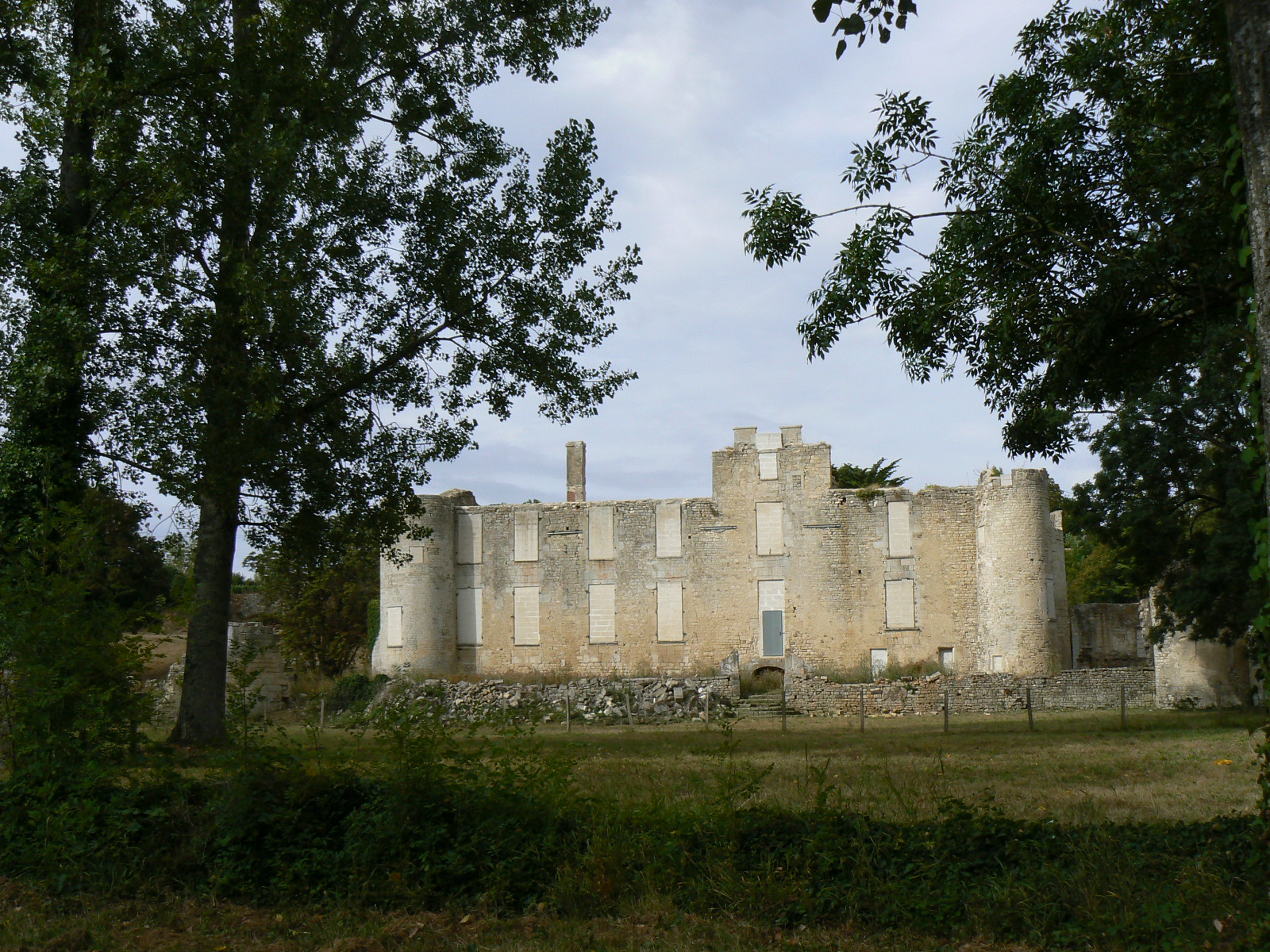
Château de Mursay

Bis zum Alter von sieben Jahren wuchs Françoise, wie ihre beiden älteren Brüder, bei ihrer hugenottischen Tante Louise-Arthémise de Villette, einer Schwester ihres Vaters, auf; sie verbrachte dabei eine glückliche Kindheit auf Schloss Mursay (im heutigen Département Deux-Sèvres). Nachdem ihr Vater 1642 aus dem Gefängnis entlassen worden war, holte er seine drei Kinder nach Paris, wo Françoise von ihrer Mutter sehr streng behandelt wurde. 1645 beschloss der mittlerweile sechzigjährige Constant d’Aubigné, zu den Antillen (Westindischen Inseln) aufzubrechen; er machte sich Hoffnungen auf einen Gouverneursposten auf der Insel Marie-Galante. Als sich herausstellte, dass der Posten bereits besetzt war, ließ der Vater seine Familie auf Marie-Galante zurück, um sein Glück wieder in Europa zu versuchen; er starb 1647. Ihrer Mutter gelang es nur mit Hilfe der französischen Westindienkompanie zu überleben und sie kehrte mit ihren Kindern erst zwei Jahre später nach Frankreich zurück, wo Françoise wieder von ihrer geliebten hugenottischen Tante, Madame de Villette, aufgenommen wurde. In diesem Moment mischte sich jedoch Madame de Neuillant, eine Großtante mütterlicherseits, ein, die es nicht ertrug, dass die katholisch getaufte Françoise eine hugenottische Erziehung erhielt. Sie schickte sie zunächst zu den Ursulinen nach Niort, wollte dann jedoch das Schulgeld nicht bezahlen und nahm sie in ihrem eigenen Hause auf, wo Françoise „ein Aschenbrödel-Dasein“ geführt haben soll.

### Madame Scarron

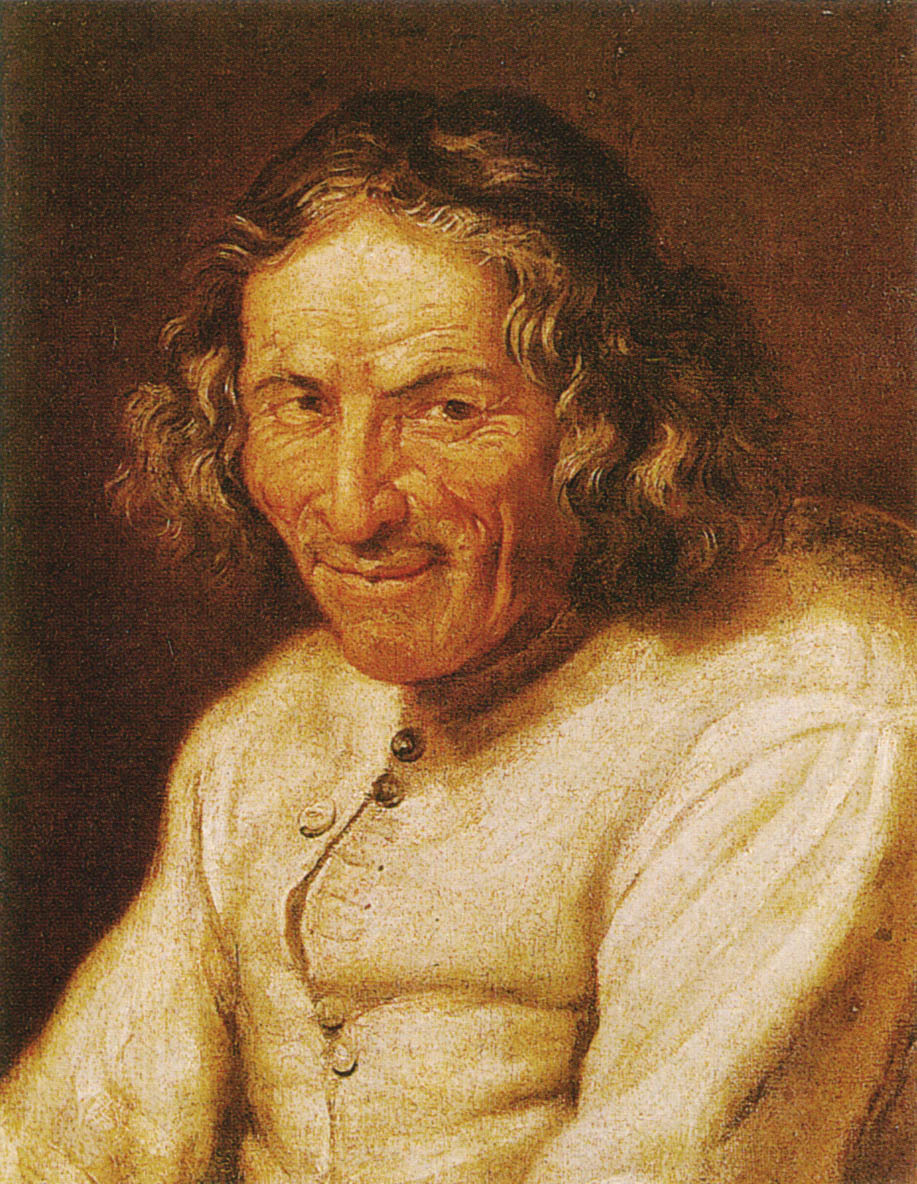
Paul Scarron

1652 ging sie zusammen mit Madame de Neuillant nach Paris, wo sie den 42-jährigen Komödienautor Paul Scarron kennenlernte. Dieser litt unter fortschreitender Muskellähmung, saß im Rollstuhl und sah nach eigenen Worten „wie ein Z“ aus; Françoise soll bei seinem Anblick vor Mitleid in Tränen ausgebrochen sein. Scarron fiel nicht nur die Schönheit, sondern auch die ungewöhnliche Intelligenz des zurückhaltenden Mädchens auf, und er machte ihr einen Heiratsantrag, den die Sechzehnjährige annahm. Scarron schulte ihre Wortgewandheit und ihren Esprit und lehrte sie Spanisch, Italienisch und etwas Latein. Als seine Frau fand sie über die vielen geistreichen Gäste, die in Scarrons Haus verkehrten, Zugang zu vornehmen Pariser Kreisen, in denen sie als interessante, angenehme Gesprächspartnerin wahrgenommen wurde. Man nannte sie wegen ihrer ungewöhnlichen und abenteuerlichen Vergangenheit in Westindien „la belle Indienne“ („die schöne Inderin“). In dieser Zeit lernte sie unter anderem die berühmte geistreiche Kurtisane Ninon de Lenclos kennen.
Nach dem Tode Scarrons 1660 geriet seine Witwe in finanzielle Bedrängnis. Da sie viele adlige Freunde hatte, die sich bei der Königinmutter Anne d’Autriche und dem König für sie einsetzten, gewährte dieser ihr aus seiner Schatulle eine Pension von 2000 Livres, von der sie immer noch „beengt“, aber immerhin mit einer Magd ausgestattet leben konnte. Madame Scarron übernahm zuweilen bei ihren adligen Freundinnen die Aufgaben einer Zofe und kümmerte sich um die Kinder der Marquise de Montchevreuil. Während dieser Zeit lernte sie auch die Marquise de Montespan kennen, die einige Jahre später die Mätresse des Königs wurde.
Als Madame Scarron später selbst Favoritin des Königs wurde, versuchten Montespan und andere ihr feindselig gesonnene Personen, sie zu verleumden, indem sie Gerüchte in die Welt setzten, die Witwe Scarron habe sich von mehreren Verehrern „aushalten“ lassen (das heißt, sie habe sich prostituiert). Dies wurde auch später von Saint-Simon behauptet, der sie hasste, aber zu jung war, um es aus erster Hand wissen zu können. Andere Personen versicherten dagegen, sie sei tugendhaft gewesen; einer ihrer ehemaligen Verehrer, der Marquis de Marsilly, meinte, sie „habe dreißigtausend Taler von dem Oberintendanten Lorme zurückgewiesen, obgleich sie arm gewesen sei“. Eine Liebesbeziehung Madame Scarrons mit dem Marquis de Villarceaux gilt dennoch als erwiesen, Zeugin ist Ninon de Lenclos:

„Scarron war mein Freund. Seine Frau hat mir viel Freude gemacht durch ihre Unterhaltung, und ich habe sie zu der Zeit viel zu ungeschickt für die Liebe gefunden. Was die Einzelheiten betrifft, so weiß ich nichts, ich habe nichts gesehen, aber ich habe ihr und Villarceaux oft mein gelbes Zimmer zur Verfügung gestellt.“

Villarceaux soll sich geweigert haben, sie zu heiraten, weil er fürchtete, sich lächerlich zu machen, da sie „nur“ die Witwe des Dichters Scarron war; daher brach sie mit ihm im Jahr 1664.

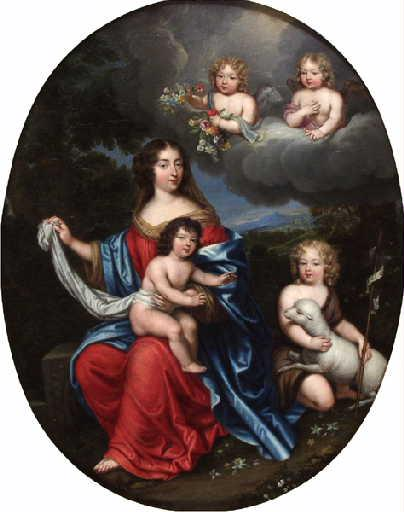
Madame de Maintenon mit den Kindern Ludwigs XIV. und der Madame de Montespan (der Comte de Vexin auf ihrem Schoß, der Duc du Maine mit dem Lamm Gottes), ca. 1685, Pierre Mignard

### Gouvernante und Vertraute des Königs
Die Lage der Madame Scarron besserte sich ab 1669, als sie auf Bitten der Montespan, die mittlerweile die Geliebte Ludwigs XIV. geworden war und heimlich ein Kind von ihm geboren hatte, zu dessen Erzieherin bestellt wurde. Von Mademoiselle de Scudéry wurde die Witwe Scarron zu dieser Zeit folgendermaßen beschrieben:

„Sie war hochgewachsen und hatte eine gute Gestalt. Ihr Teint war glatt und schön, ihre Haare von einem hellen Kastanienbraun, Nase und Mund wohlgeformt und ihre Augen waren die schönsten der Welt, dunkel, glänzend, sanft und geistvoll. Ihr Ausdruck besaß ein gewisses Etwas, das man nicht beschreiben kann.“

Ab 1670 wuchs die Schar ihrer kleinen königlichen Schützlinge regelmäßig; Madame Scarron lebte einige Jahre lang zusammen mit ihnen in einem Haus in Vaugirard am Rande von Paris und entwickelte eine aufrichtige mütterliche Zuneigung für sie. Besonders liebte sie den 1670 geborenen, leicht gehbehinderten Duc du Maine, den sie auch zu Badekuren nach Barèges begleitete (im Sommer 1675). Als Ludwig im Dezember 1673 seine bis dahin geborenen unehelichen Kinder legitimierte und an den Hof kommen ließ, erhielt auch ihre Gouvernante Zutritt bei Hofe. Sie gewann das Vertrauen des Königs, was zu Auseinandersetzungen mit Madame de Montespan führte, die immer mehr die Rolle der absoluten Maîtresse en titre, der offiziellen Geliebten des Königs, einnahm. Im Laufe der Jahre wurde für Ludwig der Kontakt zu der Erzieherin seiner Kinder unverzichtbar. Sie stieg in seiner Gunst und war schon 1674 in der Lage, sich von seiner Zuwendung von 25.000 Livres die Besitzung Schloss Maintenon im Westen von Paris zu kaufen, die für sie 1688 zum Marquisat mit Pairschaft (französisch marquisat-pairie) erhoben wurde. Madame Scarron ließ die heruntergekommene Anlage umfassend restaurieren. Madame de Montespan brachte dort am 4. Mai 1677 ihre Tochter Mademoiselle de Blois zur Welt.

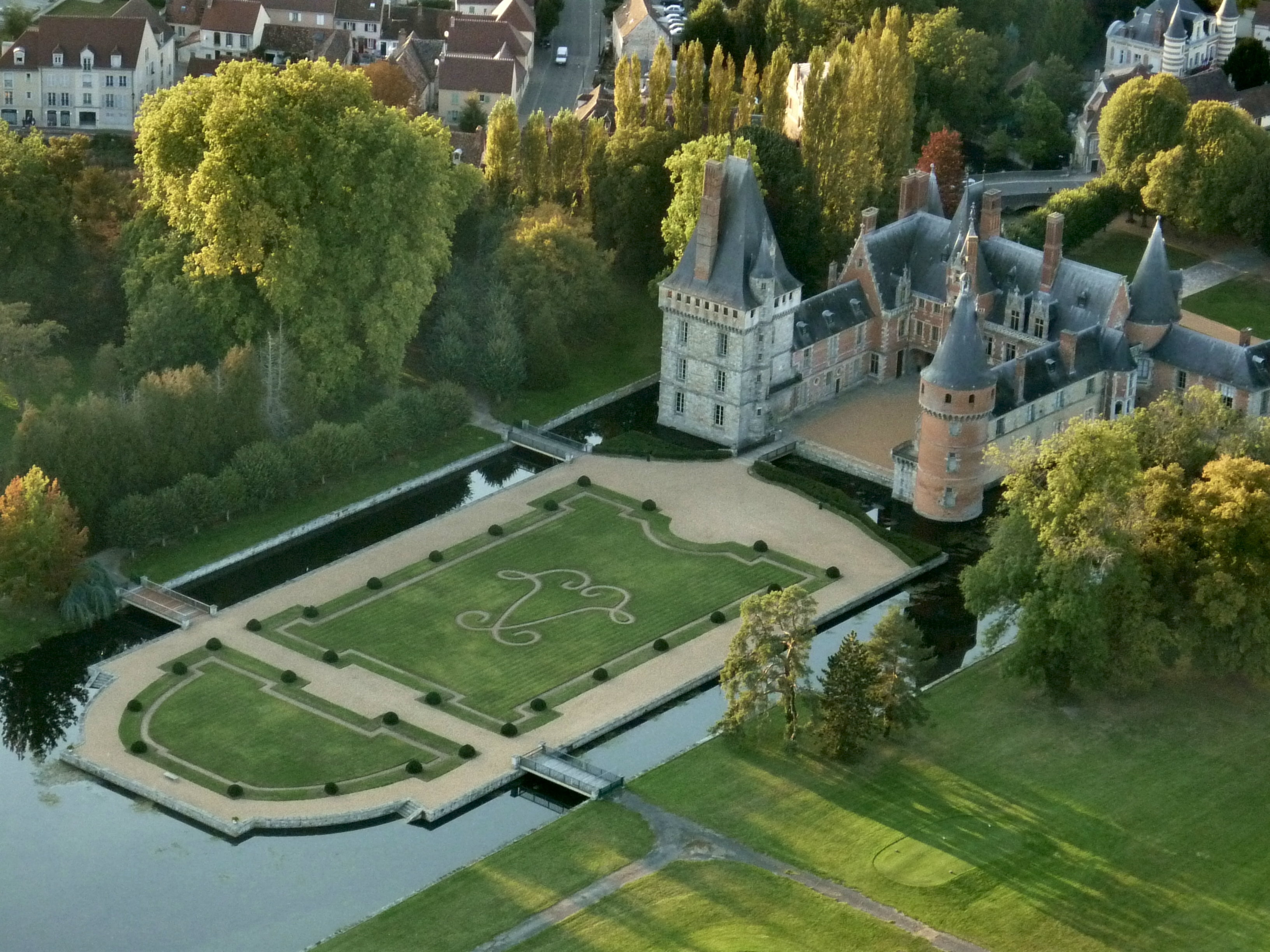
Schloss Maintenon

Wurde Madame Scarron bei Hofe wegen ihrer untergeordneten Stellung und trotz ihrer Freundschaft mit Madame de Montespan zunächst wenig beachtet, so blieb ihr wachsender Einfluss auf den König den Höflingen nicht verborgen. Doch zu diesem Zeitpunkt schien sie über jeden Verdacht einer sexuellen Beziehung zu ihm erhaben. Languet de Gergy meinte, die Neigung des Königs zur Maintenon habe sich „immer nur auf Achtung“ beschränkt.
Madame de Maintenon galt als bescheiden, zurückhaltend, diskret und fromm – Tugenden, die laut Languet de Gergy „so selten bei den Hofleuten waren“. Sie versuchte stets, die religiösen Gefühle des Königs zu mobilisieren. Als der König ihr einige Jahre später anbot, sie in den Rang einer Herzogin zu erheben, lehnte sie ab. Ihre Persönlichkeit stand in einem besonderen Kontrast zum brillanten, aber spöttischen, reizbaren, hochfahrenden, kühl berechnenden und verschwendungssüchtigen Charakter der Montespan, von der Ludwig sich schließlich lossagte, da sie nach etlichen Skandalen, und insbesondere einer Verwicklung in die berüchtigte Giftaffäre, zu einer Belastung geworden war. 
Nach und nach wurde es dem König zur Gewohnheit, täglich mehrere Stunden bei Madame de Maintenon zu verbringen, um mit ihr „endlose Gespräche“ zu führen und „freundschaftlich und ganz ungezwungen und frei zu plaudern“. Madame de Sévigné konstatierte: „Er scheint davon bezaubert.“

### Favoritin des Königs

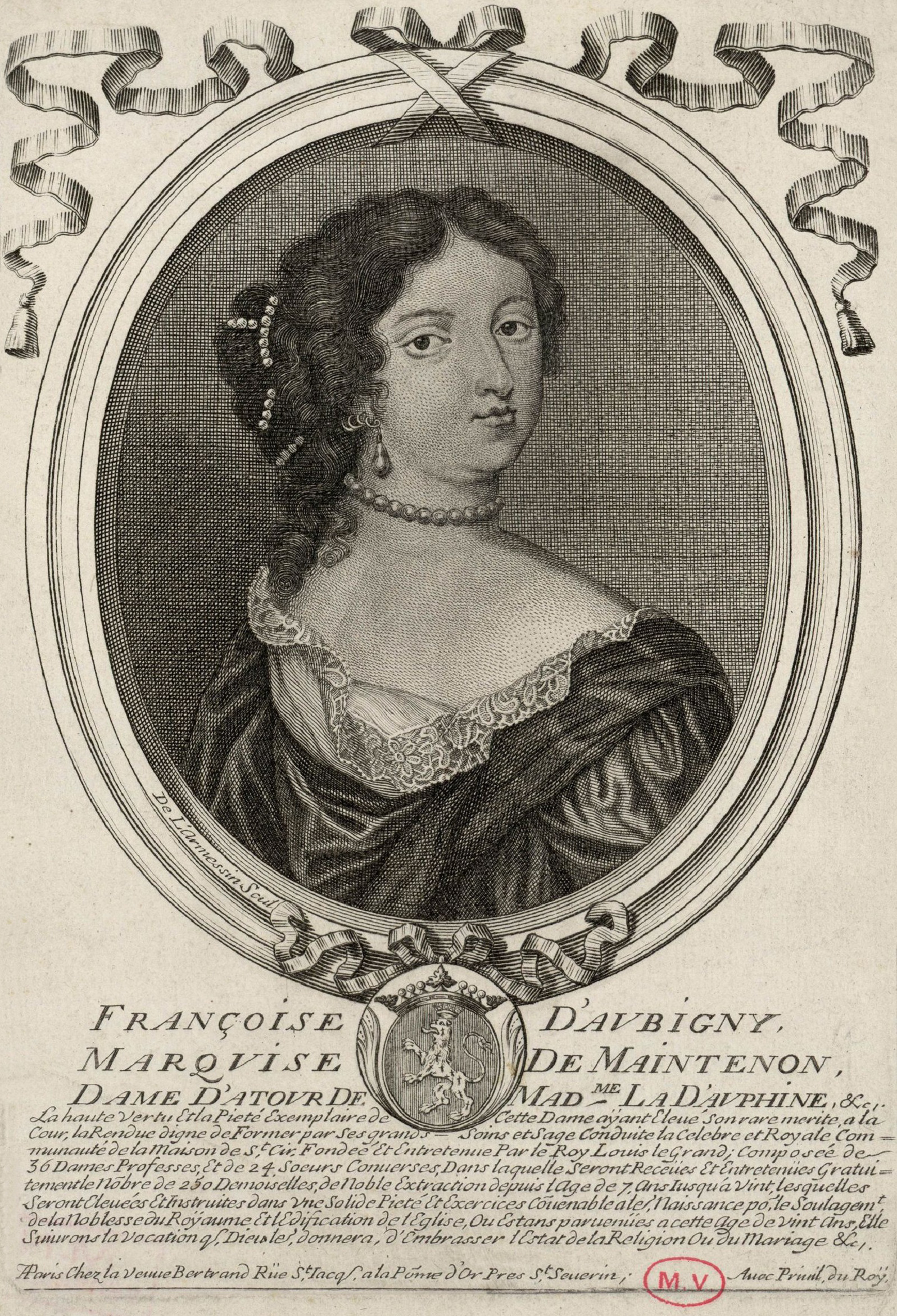
Madame de Maintenon. Stich von Nicolas de Larmessin nach Pierre Mignard

Im Jahr 1680, anlässlich der Hochzeit des Grand Dauphin Louis mit Marie Anne Christine von Bayern, wurde Madame de Maintenon zur zweiten Dame d’atours der künftigen Dauphine ernannt. Dies war ein deutliches Zeichen der königlichen Gunst. Obwohl Ludwig XIV. zu dieser Zeit bereits „den größten Teil seiner Zeit in der Nähe Madame de Maintenons“ verbrachte, meinte Primi Visconti, „der gesamte Hof war erstaunt“, und nannte sie „eine Unbekannte, die Witwe des Dichters Scarron, für die das Amt einer Erzieherin der natürlichen Kinder des Königs der Gipfel des Glücks zu sein schien“. Visconti berichtet, wie man die Maintenon und ihre Beziehung zum König zu dieser Zeit bei Hofe wahrnahm:

„Niemand wusste, was er davon halten sollte, denn sie war schon [44 Jahre] alt, die einen hielten sie für die Vertraute des Königs, die anderen für seine Zwischenträgerin, wieder andere für eine geschickte Person, deren sich der König bediene, um die Memoiren seiner Regierung zu redigieren. Es steht fest, daß nach ihrer Kleidung, ihrer Aufmachung und ihrem Benehmen man nicht wusste, mit wem man es zu tun hatte. Manche waren der Ansicht, daß es Männer gebe, deren Sinne sich mehr von Älteren als von den Jungen angezogen fühlten. Deshalb versuchten auch Madame de Montespan und die Feinde der neuen Favoritin, die Makel ihrer Geburt und ihrer Person hervorzuheben, wie man das bei denen zu tun pflegt, die in die Höhe kommen.“

Obwohl die 1688 zur Marquise de Maintenon erhobene Vertraute drei Jahre älter als der König war, sah sie immer noch gut aus und war in seiner Gunst inzwischen so sehr gestiegen, dass man sie bei Hofe in einem ironischen Wortspiel „Madame de maintenant“ nannte, Madame von jetzt, die Jetzige des Königs. Trotzdem ist nicht bekannt, zu welchem Zeitpunkt oder ob sie überhaupt je die Mätresse (im eigentlichen Sinne des Wortes) des Sonnenkönigs wurde; ihr Charakter und Verhalten schienen mit einem solchen Zustand derart unvereinbar und waren so diskret, dass den Zeitgenossen und der Nachwelt nur die Spekulation blieb. 
Sie brachte den König auch dazu, sich wieder seiner Gemahlin, der Spanierin Marie-Thérèse d’Autriche, zuzuwenden und ihr mehr Aufmerksamkeit und Rücksicht zu erweisen. Die Königin war darüber so glücklich, dass sie sagte: „Gott hat Madame de Maintenon aufgerufen, um mir das Herz des Königs wiederzugeben.“

### Heimliche Ehefrau Ludwigs XIV.

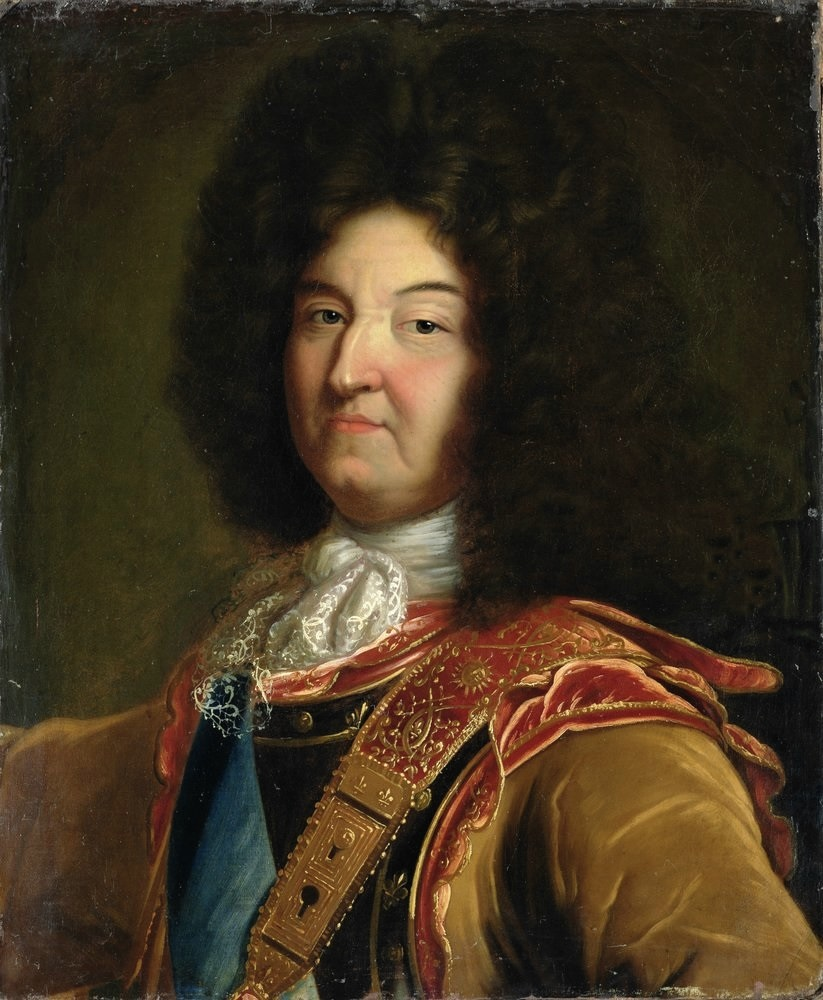
Ludwig XIV. (1701)

Nach dem Tod der Königin am 30. Juli 1683 ging Ludwig mit Madame de Maintenon heimlich eine morganatische Ehe ein. Die meisten Historiker nehmen an, dass die Heirat im Oktober 1683 stattfand. Anwesend waren nur wenige: der Erzbischof von Paris, François Harlay de Champvallon, und der Pater de la Chaise, die die Trauung vornahmen, und als Trauzeugen Alexandre Bontemps, der Kammerdiener des Königs und Intendant von Schloss Versailles, möglicherweise François Michel Le Tellier de Louvois und ein oder zwei weitere Personen. Gründe für diese Heimlichkeit lagen darin, dass Madame de Maintenon für den Status einer offiziellen Gemahlin des Königs nicht als standesgemäß galt und außerdem eine verwitwete Frau war (sie hieß offiziell sogar noch einige Jahre nach ihrer Eheschließung „Madame Scarron“). Bis zu seinem Tod 1715 lebte Ludwig mit ihr zusammen und besuchte sie täglich in ihren Räumen und auch öfters auf Schloss Maintenon. Das nach außen bis zu einem gewissen Grade unklare Verhältnis und der Umstand, dass sie etwas älter war als er, führten zu Gerede am Hof und in Europa. Hinzu kam ihre zurückhaltende Art und zugleich ständige Präsenz im Leben des Königs, z. B. behauptete Anne Marguerite Dunoyer, die Maintenon zeige sich „niemals in der Öffentlichkeit, außer wenn sie den König auf der Spazierfahrt begleitet. Dann sieht man sie im Fond der Karosse, mit einer Brille auf der Nase, wie sie an einer Stickerei arbeitet.“

### Saint-Cyr

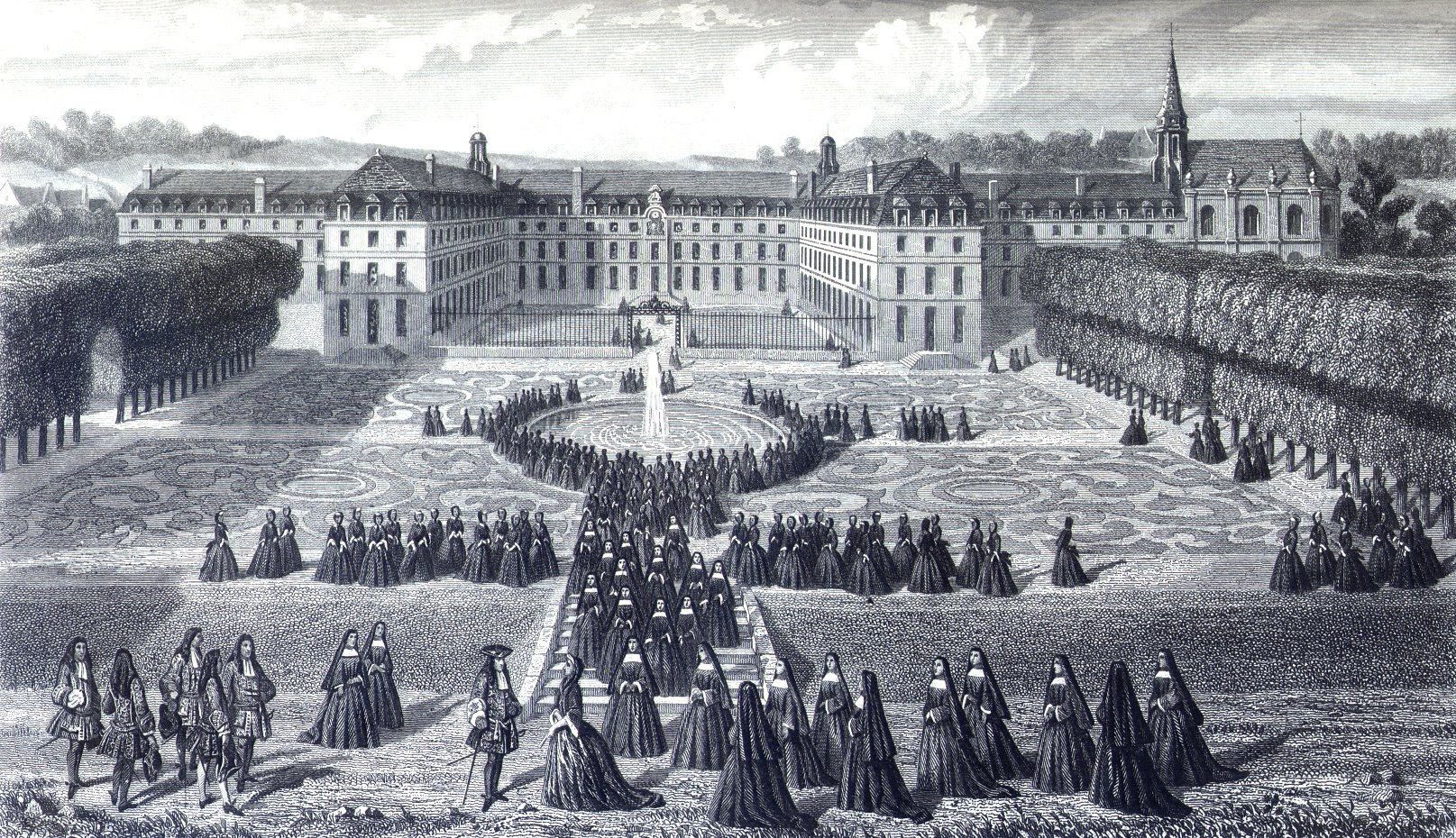
Ludwig XIV. und Madame de Maintenon besuchen die Maison Royale de Saint-Louis (ca. 1690)

Im Jahr 1685 gründete Madame de Maintenon in der Gemeinde Saint-Cyr (späterer Name Saint-Cyr-l’École) ein Internat für 300 Töchter verarmter Edelleute, wie sie es selbst einst gewesen war, die Maison Royale de Saint-Louis. Dabei kümmerte sie sich auch um die Verheiratung einiger ihrer Schützlinge, in der Weise, dass man vor einem „Kavalier“, der hinter einem Gitter stand, vier Mädchen mit verschiedenfarbigen Bändern „Revue passieren“ ließ; wenn der Herr seine Wahl getroffen hatte, wurde das von ihm ausgewählte Mädchen gefragt, ob sie keine Abneigung gegen den Gatten habe, und gegebenenfalls der Heiratskontrakt aufgesetzt, ohne dass die Eltern hinzugezogen wurden. Madame de Maintenon ließ die Mädchen von Saint-Cyr auch in Theateraufführungen vor dem königlichen Hof auftreten und verpflichtete den Dichter Racine, der zu diesem Zweck die Tragödie Esther schrieb. Das erzieherische Wirken Madame de Maintenons wurde nicht von allen Seiten begrüßt, so schimpfte François Hébert über die Aufführungen von Esther, weil sie eine Versuchung für das männliche Publikum seien, und René Louis d’Argenson, später Staatsrat und Minister, machte die ungeheuerliche Unterstellung, sie habe Saint-Cyr nur ins Leben gerufen, um „eine Menge hübscher Untertaninnen Seiner Majestät zu haben, die sie ihm bei Bedarf zur Verfügung stellte.“
Madame de Maintenon und der König lebten über 30 Jahre lang Seite an Seite, und bei verschiedenen Erkrankungen des Königs kümmerte sie sich um ihn. 1698 schenkte sie das Schloss Maintenon ihrer Nichte Françoise Charlotte d’Aubigné anlässlich deren Hochzeit mit Adrien-Maurice de Noailles.
Nach dem Tod des Königs im September 1715 zog sie sich nach Saint-Cyr zurück, wo sie bis zu ihrem Tod 1719 wohnte und auch beigesetzt wurde.

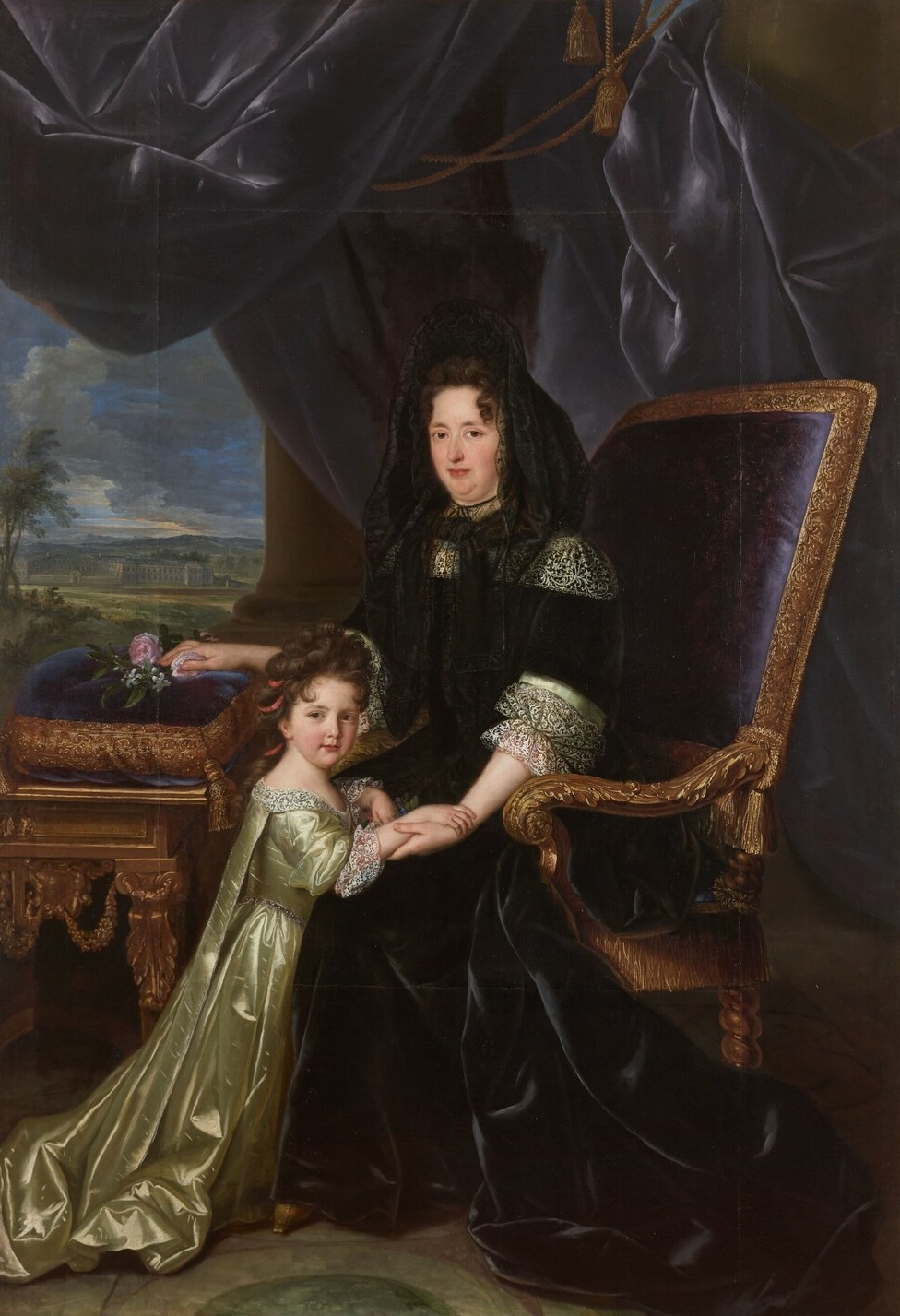
Die Marquise de Maintenon mit ihrer Nichte Françoise Charlotte d’Aubigné. Gemälde von Louis Ferdinand Elle

## Einfluss und Wirken
Schon zu Lebzeiten, aber auch posthum, wurde der Marquise oft ein erheblicher und oft negativer Einfluss auf die Politik Ludwigs XIV. nachgesagt. Vielfach wurde behauptet, sie wäre die eigentliche Regentin Frankreichs, während der König, angeblich ihr und seiner Fleischeslust hingegeben, mangels Selbstbeherrschung kein „Honnête homme“, kein Ehrenmann mehr sei. Später wurde die Marquise de Maintenon als eine bigotte Frömmlerin im Hintergrund beschrieben, die für jeden Fehltritt des Königs mit verantwortlich war. Dies betrifft besonders die Aufhebung des Edikts von Nantes durch das Edikt von Fontainebleau 1685 und die darauffolgende Verfolgung der Hugenotten – obwohl Madame de Maintenon selber hugenottische Vorfahren hatte, wie ihre Tante Madame de Villette, bei der sie zeitweilig aufgewachsen war.
Ihre Intimfeindin, die Schwägerin des Königs, Liselotte von der Pfalz, bezichtigte sie später oft, gemeinsam mit dem jesuitischen Beichtvater François d’Aix de Lachaise und dem Erzbischof von Paris den König zur Hugenottenverfolgung bewogen zu haben. Auch glaubte sie, die Maintenon habe den Kriegsminister Louvois vergiften lassen. Liselotte hielt Madame de Maintenon für eine machtgierige, korrupte Heuchlerin. In Briefen an ihre Verwandtschaft in Deutschland beklagte sie häufig, dass die Maintenon sie aus der engsten Umgebung des Königs ausgeschlossen habe und sie öffentlich brüskiere, um sie zu Ausfällen zu provozieren, damit man sie aus Versailles verbannen könne.
Heute geht man davon aus, dass die Marquise kaum direkt auf die Politik des Königs eingewirkt hat. Unbestritten sind jedoch ihre Versuche, über die gezielte Förderung von Vertrauten Einfluss auszuüben. So war sie maßgeblich an der Auswahl von Marie-Anne de La Trémoille als erster Hofdame der jungen Königin von Spanien beteiligt, über die sie zumindest anfangs noch aktiv in die Politik am spanischen Hof eingriff. Eine gewisse Rolle spielte sie auch in den Machtkämpfen zwischen den Bischöfen Jacques Bénigne Bossuet und François Fénelon am Hof, die um 1690 durch die Mystikerin Madame de Guyon ausgelöst wurden.
Sie ließ ihren Einfluss auf Ludwig XIV. vermutlich auch spielen, als er nach dem Tod der meisten seiner legitimen Nachfolger, seines Sohnes, zweier Enkel und Urenkel, seine natürlichen Kinder mit Madame de Montespan (ihre ehemaligen Schützlinge) im Juli 1714 zu Prinzen von Geblüt erklärte; und in der Folge brachte sie den König auch dazu, sein Testament zugunsten des von ihr besonders geliebten Duc du Maine zu ändern, damit dieser nach dem Tod des Königs die Regentschaft für den noch unmündigen Ludwig XV. übernehmen solle. Dieser Plan scheiterte jedoch, und stattdessen wurde im September 1715 der Neffe des Königs und Sohn Liselottes, Philippe II., Herzog von Orléans, Regent, dem der König eine Schwester des Duc du Maine als Ehefrau aufgezwungen hatte. Letzterer wurde jedoch persönlicher Vormund des Kindkönigs, bis ihn der Herzog von Orléans am 26. August 1718 in einem Throngericht absetzte und seine Anerkennung als Prinz von Geblüt für ungültig erklärte. Nach der anschließenden Verschwörung von Cellamare ließ er ihn in Festungshaft nehmen.

## Rezeption
Das Bild von Madame de Maintenon wurde lange Zeit durch die einseitige Darstellung in den Memoiren des Herzogs von Saint-Simon getrübt, der eine offensichtliche Abneigung gegen sie hegte. Immerhin waren bis ins frühe 20. Jahrhundert hinein ausgewählte Briefe von ihr in den Lesebüchern französischer Gymnasien enthalten. In Deutschland sah man sie eher durch die ebenfalls parteiische Brille von Liselotte von der Pfalz, der Schwägerin Ludwigs XIV. Diese verachtete Madame de Maintenon einerseits aus Standesdünkel, andererseits wurde verschiedentlich gemutmaßt, dass Liselotte selbst in den König verliebt und eifersüchtig auf sie war. Sie machte in ihren Briefen keinen Hehl aus ihrem Hass und bezeichnete sie als „altes Weib“, „alte Zott“, „alte Hexe“, „alte Schump“ und „alte Vettel“. Nach dem Tod Ludwigs XIV. 1715 schrieb sie über sie: „Der Teufel in der Hölle kann nicht schlimmer sein als sie gewesen ist“, und nach dem Tod der Maintenon selbst: „In dießem morgen erfahre ich, daß die alte Maintenon verreckt ist, gestern zwischen 4 und 5 Uhr abendt. Es were ein groß glück geweßen, wen es vor etlich und 30 Jahren geschehen wäre.“
Das große Interesse, das der Person Madame de Maintenons im englischsprachigen Raum entgegengebracht wurde, erklärt sich aus der Übersetzung von Laurent Angliviel de La Beaumelles'
Memoiren (1755–1756) durch die bekannte englische Schriftstellerin Charlotte Lennox bereits ein Jahr nach deren Erscheinen.
Eine nicht unerhebliche Rolle spielt Madame de Maintenon als Figur in E. T. A. Hoffmanns frühem Kriminalroman Das Fräulein von Scuderi und in Conrad Ferdinand Meyers Novelle Das Leiden eines Knaben.
Die Romanautorin Françoise Chandernagor hat eine fiktive, aber auf historischen Dokumenten basierende „Autobiografie“ unter dem Titel L’Allée du roi publiziert, die mehrmals für die Bühne adaptiert wurde, u. a. unter dem Titel L'Ombre du soleil in Brüssel (1991 im Théâtre royal du Parc; 2008 im Théâtre royal des Galeries). Sie wurde 1995 für das französische Fernsehen von der Regisseurin Nina Companéez mit Dominique Blanc als Madame de Maintenon verfilmt.
In dem Film Saint-Cyr von Patricia Mazuy (2000) über die Beziehungen von Madame de Maintenon zu den „Demoisellen von Saint-Cyr“ spielt Isabelle Huppert die Marquise und zeichnet ein zwielichtiges Porträt von ihr.